# Bouvreuil à tête grise
Pyrrhula erythaca
Espèce
Statut de conservation UICN

 LC  : Préoccupation mineure
Le Bouvreuil à tête grise (Pyrrhula erythaca) est une espèce de passereaux appartenant à la famille des Fringillidae. On le trouve au Bhoutan, en Birmanie, en Chine, au Népal, à Taiwan et en Thaïlande.

## Historique et dénomination
L’espèce a été décrite par le zoologiste britannique Blyth en 1862.

### Nom vernaculaire
- Bouvreuil à masque
- Bouvreuil à tête grise

## Taxinomie
Liste des sous-espèces, d'après Alan P. Peterson
- Pyrrhula erythaca erythaca  Blyth, 1862 ;
- Pyrrhula erythaca owstoni  Hartert & Rothschild, 1906.

## Habitat
Il marque une prédilection d’habitat pour les forêts de conifères et de rhododendrons, les fourrés de saules et d’argousiers avec un statut de sédentaire, localement commun, sujet à des déplacements d’altitudes (été : 2500-3 800 m, hiver : 2000-3 200 m).

## Alimentation
Elle consiste en bourgeons et graines d’arbres (bouleaux, peupliers, saules, trembles). Plus précisément, des bourgeons d’un koelreuteria (Koelreuteria formosana), des graines de colza (Brassica napus) et des chatons du saule (Salix fragilis) ont été recensés, photos à l’appui.

## Nidification

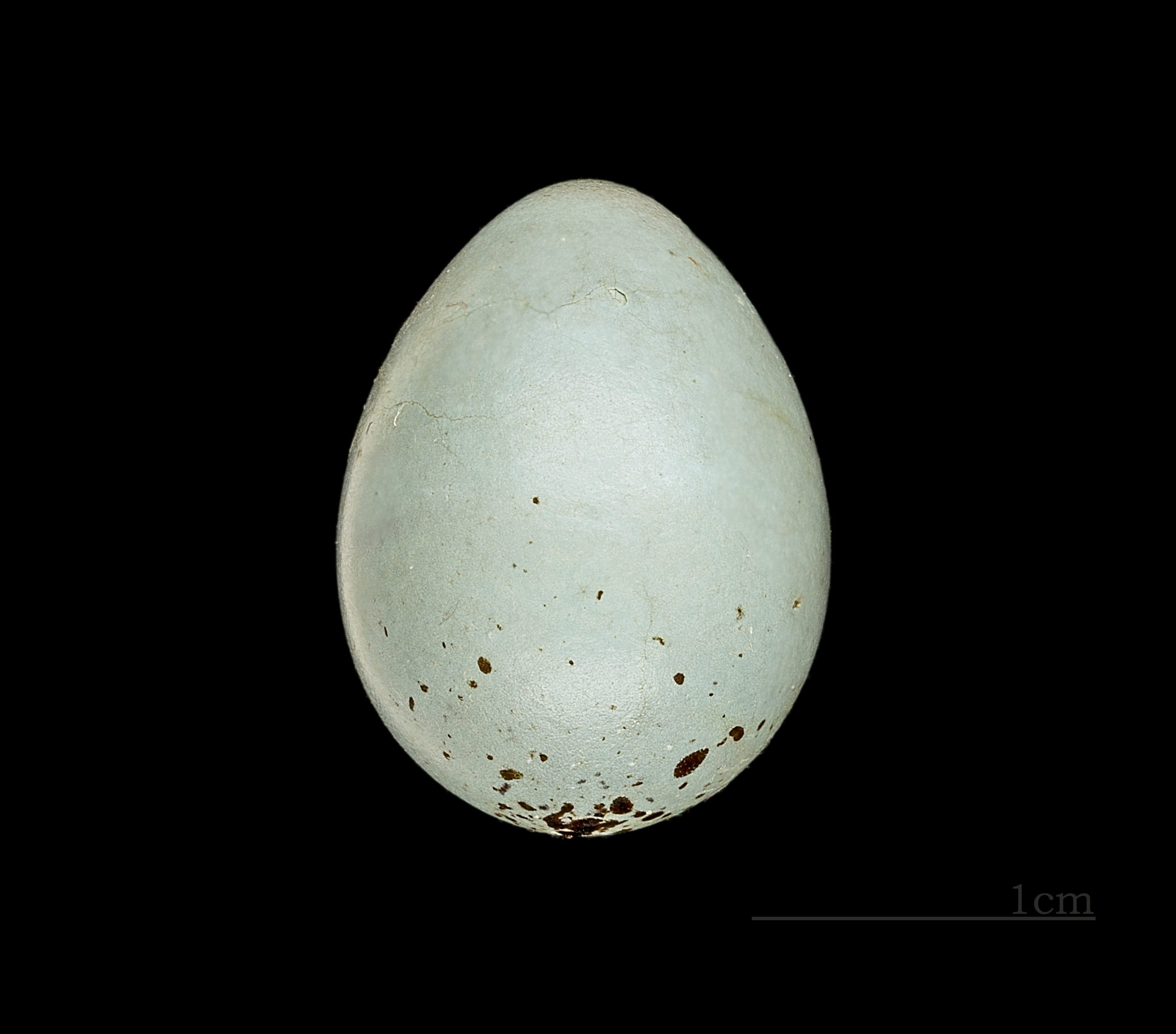
Œuf de Pyrrhula erythaca Muséum de Toulouse

L’espèce se reproduit à la fin de l’été en construisant, dans un buisson ou un jeune conifère, un nid désordonné de ramilles et tapissé de poils. La ponte se compose de quatre ou cinq œufs blanc bleuté tachetés de brun roux.

## Statut
Malgré une vaste distribution, l’espèce est considérée comme globalement rare ou assez commune localement. En fait, son statut dépend beaucoup de la localisation car elle semble franchement commune seulement localement, comme dans la Panda Valley dans le Seutchouan où elle bénéficie de la protection apportée par la réserve naturelle de Wolong, dédiée aux pandas et dans l’Eaglenest Biodiversity Project en Arunachal Pradesh dans l’extrême nord-est de l’Inde.